# Лу, Джейн
Джейн Лу (англ. Jane X. Luu; род. 1963) — американский астроном вьетнамского происхождения.
Родилась в Южном Вьетнаме в семье переводчика, работавшего на американскую армию. После падения проамериканского правительства в середине 1970-х годов семья Лу перебралась в США, где у неё в штате Кентукки были родственники, в качестве беженцев. В 1984 году она окончила Стэнфордский университет.
Джейн Лу была профессором, но оставила академию и на данный момент не работает в астрономии. После работы в Лейденском университете в Нидерландах, Лу вернулась в США и работает в Лаборатории им. Линкольна Массачусетского Технологического Института штатным техническим сотрудником.
В 1992 году Лу вместе с Дэвидом Джуитом открыла первый объект пояса Койпера (15760) 1992 QB1. За это открытие была награждена в 2012 году престижными премиями Шао и Кавли.
В её честь назван астероид (5430) Лу.
Она открыла астероиды:
- (10370) Хилонома
- (15760) 1992 QB1
- (15809) 1994 JS
- (15836) 1995 DA2
- (15874) 1996 TL66
- (15875) 1996 TP66
- (19308) 1996 TO66
- (20161) 1996 TR66
- (24952) 1997 QJ4
- (24978) 1998 HJ151
- (26375) 1999 DE9
- (33001) 1997 CU29
- (58534) 1997 CQ29
- (59358) 1999 CL158
- (60608) 2000 EE173
- (66652) 1999 RZ253
- (79360) 1997 CS29
- (79969) 1999 CP133
- (79978) 1999 CC158
- (79983) 1999 DF9